# János Mánuel portugál trónörökös
Dom János Mánuel (ismert még mint Portugáliai János Mánuel, portugálul: Dom João Manuel de Portugal; Évora, Portugál Királyság, 1537. június 3. – Lisszabon, Portugál Királyság, 1554. január 2.), az Avis–Beja-házból származó portugál infáns, III. János portugál király és Habsburg Katalin főhercegnő egyetlen felnőttkort megért fia, aki trónörökös herceg 1539-től korán, 1554-ben bekövetkezett haláláig. I. Sebestyén portugál király édesapja.

## Élete
A portugál eredetű Avis-ház sarjaként született, III. János portugál király és Habsburg Katalin portugál királyné ötödik fiaként és kilencedik gyermekeként. 2 éves korában ő lett a trón várományosa, miután idősebb fivérei (Alfonzó, Mánuel, Fülöp és Deniz) mind korán meghaltak. Három nővére (Mária, Izabella, Beatrix) és egy öccse (Antonio) volt. Édesanyja részéről olyan előkelő ősökkel rendelkezett, mint Őrült Johanna kasztíliai királynő és Szép Fülöp, I. Miksa német-római császár fia. Ők voltak János herceg anyai nagyszülei.
1552-ben nőül vette Habsburg Johanna infánsnőt és főhercegnőt, aki János elsőfokú unokatestvére volt, mivel a herceg édesanyjának bátyja, V. Károly német-római császár volt a menyasszony édesapja, János apjának testvére, Portugáliai Izabella pedig Johanna édesanyja volt. A trónörökös két évvel a menyegző után, 1554. január 2-án hunyt el, valószínűsíthető, hogy halálának oka tuberkulózis lehetett, bár más feltételezések szerint cukorbetegsége okozta halálát, mely betegséget állítólag anyai nagyapjától, Szép Fülöptől örökölhette. Nyolc nappal a herceg halála után megszületett egyetlen gyermeke, Sebestyén, aki apja helyét átvéve portugál trónörökös lett, s apai nagyapja, III. János király utódja, aki 1557-ben halt meg, unokájából pedig ezáltal Portugália királya lett.